# Burwell (Lincolnshire)
Burwell – wieś w Anglii, w hrabstwie Lincolnshire. Leży 39 km na wschód od Lincoln i 199 km na północ od Londynu.